# In einem anderen Land (1932)
In einem anderen Land (Originaltitel: A Farewell to Arms) ist ein US-amerikanisches Filmdrama von Frank Borzage aus dem Jahr 1932. Das Drehbuch basiert auf dem gleichnamigen Roman von Ernest Hemingway.

## Handlung
Lieutenant Fred Henry dient im Ersten Weltkrieg als Ambulanzfahrer in der italienischen Armee. In seiner Freizeit ist er mit seinem Freund Captain Rinaldi unterwegs, um zu trinken und Frauen schöne Augen zu machen. Bei einer dieser Touren lernt Fred die englische Krankenschwester Catherine Barkley kennen. Catherines Verlobter ist im Krieg gefallen. Rinaldi hatte eigentlich geplant, Fred mit Catherines Kollegin Helen Ferguson bekannt zu machen. Rinaldi ist selber in Catherine verliebt, doch als er erkennt, dass sich Fred und Catherine verliebt haben, zieht er sich zurück.
Einige Tage später wird Fred zurück an die Front befohlen. Er verspricht Catherine, zu ihr zurückzukommen. Rinaldi hat Angst, dass Fred wegen einer Frau seinen Kopf verlieren könnte, und bringt Catherine nach Mailand. Fred wird verwundet, woraufhin Rinaldi an die Front eilt, um seinen Freund zu versorgen. Dann schickt er ihn zur Genesung nach Mailand. Fred und Catherine verleben glückliche Tage in Mailand, bei denen sie von dem Priester Ferguson inoffiziell getraut werden. Doch als eine Krankenschwester Likörflaschen unter seiner Matratze findet, ist die Erholungszeit für Fred vorbei. Er wird wieder zurück an die Front geschickt.
Catherine erzählt ihrer Freundin Helen, dass sie schwanger sei. Sie reist nach Brissago in der Schweiz, um dort auf Fred zu warten. Durch Rinaldis Übereifer werden die Briefe, die Catherine und Fred einander schreiben, ständig zurückgeschickt. Fred macht sich Sorgen, weil er so lange nichts von Catherine gehört hat. Er desertiert und macht sich auf den Weg in die Schweiz. Ferguson informiert ihn von der Schwangerschaft, will ihm Catherines Aufenthaltsort aber nicht verraten. Also schaltet Fred eine Anzeige, die Catherine ein Treffen in einem Hotel vorschlägt. Rinaldi liest die Anzeige und trifft sich mit Fred. Er erzählt ihm, Ferguson habe von Freds Tod gesprochen. Rinaldi bietet an, in seinem Bericht zu schreiben, dass Fred unter einem Trauma leide, doch Fred lehnt ab. Nun erkennt Rinaldi, wie sehr Fred Catherine liebt, und informiert ihn, wo Catherine sich nun befindet.
Mit der Hilfe des Hotelbesitzers Henry, der ihm ein Boot leiht, kann Fred in die Schweiz entkommen. In Brissago leidet Catherine an gebrochenem Herzen. Fred kommt in Brissago an, als Catherine das Kind durch einen Kaiserschnitt zur Welt bringen muss. Das Kind wird jedoch tot geboren. Catherine stirbt in Freds Armen, während die Bevölkerung das Ende des Krieges feiert.

## Hintergrund
Die Uraufführung fand am 8. Dezember 1932 statt. Das geschätzte Budget des Films lag bei 800.000 US-Dollar. Herman Bing als Schweizer Postangestellter sowie Doris Lloyd als Krankenschwester übernahmen nicht im Abspann erwähnte Auftritte. 
Der Titelsong A Farewell to Arms wurde von Allie Wrubel und Abner Silver komponiert. Daneben fand auch Musik von Peter Tschaikowski und Richard Wagner (Der Ring des Nibelungen/Tristan und Isolde) Verwendung.
Die MPPDA nahm Anstoß an der Verführungsszene sowie an der Szene mit der Geburt. Nach einer Vorführung vor Offiziellen der MPPDA wurde beschlossen, dass die Geburtsszene keine Verletzung des Hays Code darstelle, bedingt durch die Größe des Films und die Güte der Regiearbeit. Will H. Hays, Vorsitzender der MPPDA, monierte dennoch die Szene, die schließlich umgeschnitten wurde. Dennoch wurde der Film in Großbritannien und Australien, ebenso wie der Roman, zeitweise verboten.
1957 drehte Charles Vidor ein Remake unter dem gleichen Titel, das von David O. Selznick mit großem Aufwand produziert wurde. Die Hauptrollen spielten Rock Hudson, Jennifer Jones und Vittorio De Sica. Die Neuverfilmung war aber bei Kritikern und Publikum gleichermaßen ein Misserfolg.

## Kritiken
Mordaunt Hall von der New York Times lobte die mutige Produktion, die kunstreiche Kameraarbeit und die gute Aufnahmequalität, bemängelte aber auch zu viel Sentiment und zu wenig Straffheit.
Fabian Tietke vom Filmdienst schrieb im Jahr 2019 anlässlich einer Borzage-Retrospektive des Berliner Arsenal-Kinos: „Während die zeitgenössische Kritik Vorbehalte gegen Borzages weichgespülte Adaption hatte, lassen sich mit etwas Abstand die Qualitäten der Verfilmung erkennen. Er verwandelt sich Hemingways Erzählung an, bis er ihr den Pessimismus ausgetrieben hat und inmitten der Kriegswirren ein Hohelied der Liebe singt.“

## Auszeichnungen
1934 gewannen Charles Lang (Beste Kamera) und Franklin Hansen (Bester Ton) je einen Oscar. Nominierungen gab es zudem in den Kategorien Bester Film und Bestes Szenenbild für Hans Dreier und Roland Anderson.